# Sitio de la Iglesia de la Natividad de Belén de 2002
El sitio de la Iglesia de la Natividad de Belén (Belén, Cisjordania), fue una operación militar israelí comprendida entre el 2 de abril y el 10 de mayo de 2002, coincidiendo con la Segunda Intifada. Como parte de la Operación Escudo Defensivo, las Fuerzas de Defensa de Israel ocuparon Belén e intentaron capturar sospechosos militantes palestinos. Docenas de ellos se refugiaron en la Iglesia de la Natividad y pidieron asilo.
Aparte de ellos, había unos 200 monjes residentes al convento y otros palestinos que habían llegado al lugar por diferentes motivos. Fuentes israelíes declararon que los monjes y el resto de la gente civil habían sido secuestrados como rehenes por los pistoleros, mientras que la Orden Franciscana mantuvo que no se habían tomado rehenes. Después de 39 días se llegó a un acuerdo por el que se dejó volver a los militantes palestinos a Israel desde donde fueron enviados al exilio en Europa y a la Franja de Gaza.

## Fuerzas participantes
Por el lado palestino, hubo 300 palestinos, armados con Kalashnikov y 16 rifles. Los israelíes movilizaron 3.000 soldados, 200 tanques y 30 aviones de combate.

## Acontecimientos
Las fuerzas israelíes empezaron su incursión en la ciudad de Belén, igual que en el resto de ciudades palestinas, y se desencadenaron enfrentamientos entre militantes palestinos y las fuerzas israelíes a las afueras de Belén. La misma noche, los palestinos huyeron y se fortificaron en el interior de la Iglesia de la Natividad; las fuerzas israelíes mantuvieron el sitio de la iglesia durante 40 días.
Después de las negociaciones por parte del lado israelí con organizaciones internacionales, la Unión Europea y la Autoridad Palestina, los militantes palestinos fueron retirados de Cisjordania, algunos hacia la Franja de Gaza y otros hacia diferentes países europeos. El número de víctimas por el lado israelí fue de 2 soldados muertos y 7 heridos, mientras que en el lado palestino hubo 8 muertos y 14 heridos.